# Limia (fiume)
Il fiume Limia (Lima in portoghese), è un fiume che scorre in territorio spagnolo e portoghese e sfocia nell'Oceano Atlantico a Viana do Castelo. Ha una lunghezza complessiva di 108 km.

## Corso spagnolo
Il fiume Limia nasce a 975 m di altitudine dal monte Talariño, nella provincia di Ourense, e il suo corso galiziano è lungo 41 km. In questo tratto il fiume riceve molte denominazione locali, come Talariño, Freixo o Mourenzo, ma il nome ufficiale resta río Limia. Attraversa le comarche di La Limia e di La Baja Limia e la cittadina di Ginzo de Limia, terminando il suo corso spagnolo tra l'arida sierra da Peneda.

## Corso portoghese

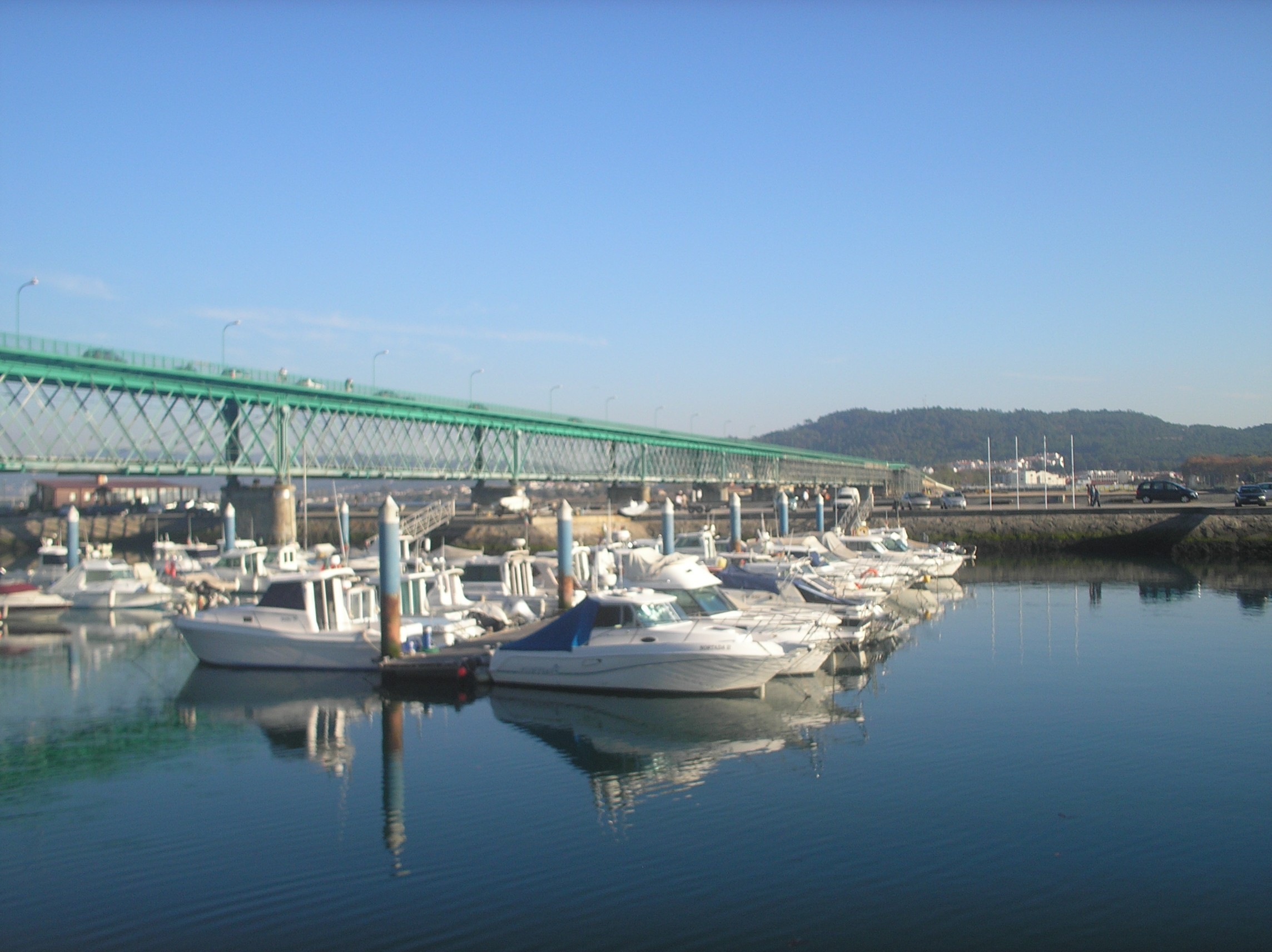
Il ponte Eifel, alla foce del fiume a Viana do Castelo.

Il fiume entra in territorio portoghese nella freguesía di Lindoso, attraversando i comuni di Ponte da Barca, Ponte de Lima e Viana do Castelo e sfociando nell'Oceano Atlantico.

## Storia
Il fiume Limia veniva chiamato Lethes dagli antichi Romani, confondendolo con il leggendario Lete (il fiume dell'oblio) dell'Ade, della mitologia romana, e che aveva le stesse proprietà, vale a dire, cancellava la memoria di chi avesse avuto la ventura di attraversarlo.
Nel 138 a.C., il generale romano Decimo Giunio Bruto volle sfatarne il mito, che rendeva difficili le campagne militari nella zona. Si racconta che avesse attraversato il fiume Limia e poi avesse chiamato i suoi soldati ancora attoniti sull'altra sponda, a uno a uno, per nome. Costoro, rincuorati del fatto che il generale ricordasse perfettamente i loro nomi, lo attraversarono anche loro, senza esitazione, sfatando così il mito di "fiume pericoloso".